# Antonín Dufek
Antonín Dufek (26. srpna 1913 Brunšov – 19. srpna 1983 Praha) byl český fotbalista.

## Hráčská kariéra

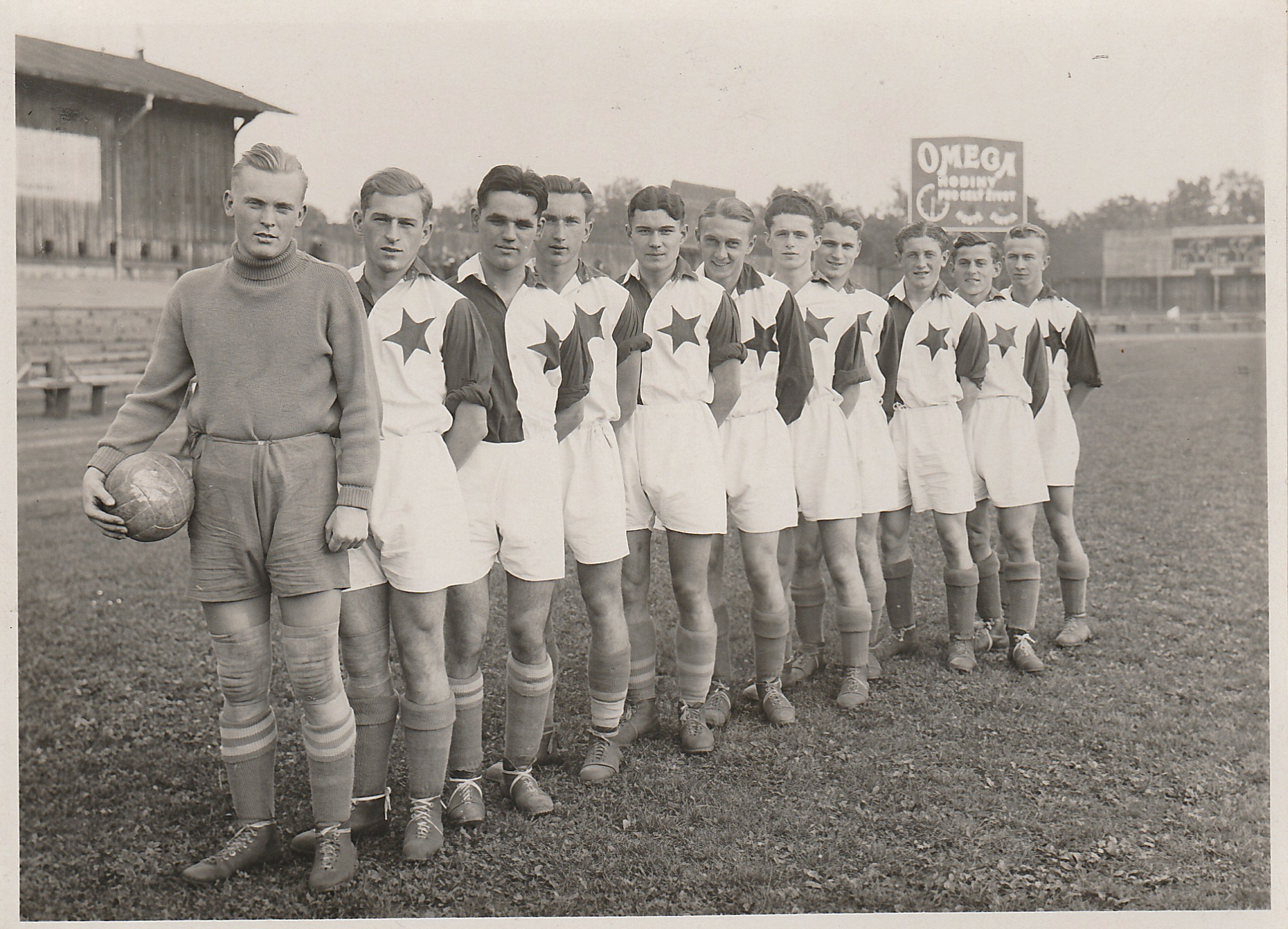
Dorost SK Slavia, 1928

Odchovanec Slavie Praha, který v první československé lize během šesti sezón nastupoval na levém křídle za SK Slavia Praha, SK Prostějov a SK Kladno a vsítil celkem čtrnáct ligových branek. Byl členem kádru mistrovské Slavie v roce 1932/1933, jednou byl se Slavií druhý (1931/1932) a dvakrát byl v lize třetí s Prostějovem (1935/36 a 1936/37).
Účastník 65. derby pražských S v září 1931 ve finále Středočeského poháru, které proslulo tvrdostí a jehož dohrou byla žaloba za úmyslné ublížení na zdraví za zlomenou nohu.
Ve Středoevropském poháru nastoupil v letech 1936 a 1937 ve všech šesti utkáních SK Prostějov proti SK Admira Vídeň, Újpest FC a Grasshopper Club Curych a vstřelil dvě branky. Obě v červnu 1936 v památných zápasech proti rakouskému mistru Admiře Vídeň, za kterou nastupoval Josef Bican. První zápas vyhráli prostějovští ve Vídni senzačně 4:0 (branka na 2:0), ve vypjaté odvetě na Hané byl vyloučen jeden hráč domácích a pět hráčů hostí (Admira dohrávala pouze v šesti!) a domácí přes prohru 2:3 slavili postup do čtvrtfinále (branka na 2:3 znamenající postup v 89. minutě).
Při populárních zápasech mezi reprezentacemi žup reprezentoval Moravu či Hanou.
Kariéru zakončil v klubu ABC Braník, se kterým hrál druhou nejvyšší soutěž v Protektorátu Čechy a Morava.

## Odkazy

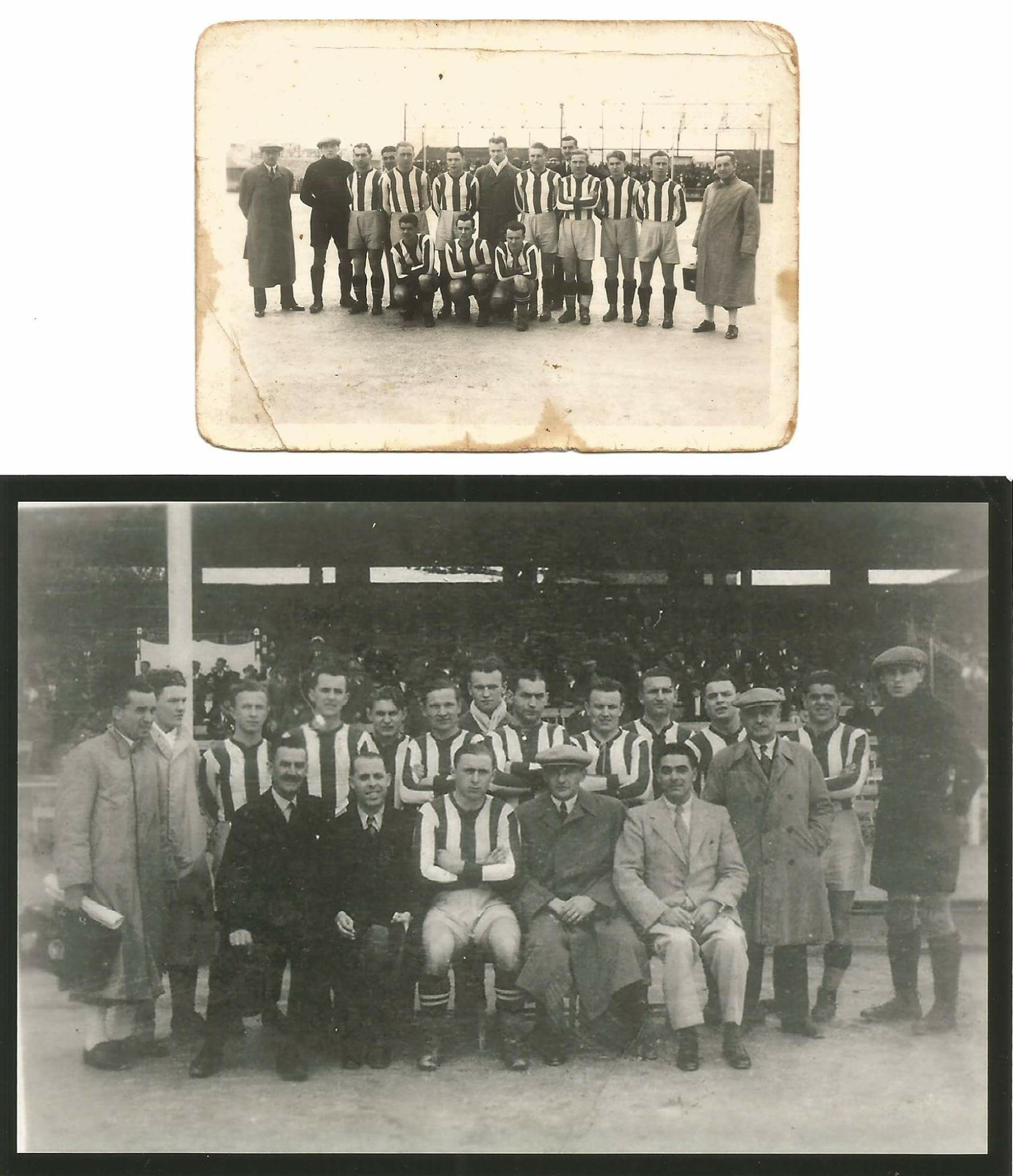
SK Prostějov, vánoční turnaj na Maltě, 1934/1935

### Prvoligová bilance
| Ročník                    | Zápasy | Góly | Klub            |
| ------------------------- | ------ | ---- | --------------- |
| 1. asociační liga 1931/32 | 6      | 1    | SK Slavia Praha |
| Státní liga 1934/35       | 14     | 4    | SK Prostějov    |
| Státní liga 1935/36       | 12     | 3    | SK Prostějov    |
| Státní liga 1936/37       | 19     | 3    | SK Prostějov    |
| Státní liga 1937/38       | 5      | 1    | SK Prostějov    |
| Státní liga 1938/39       | 12     | 2    | SK Kladno       |
| CELKEM                    | 68     | 14   |                 |